# Siamès modern

El siamès (o siamés) modern és una raça de gat originària de l'antic regne de Siam, actualment Tailàndia. El 1880 van ser portats a Anglaterra i el 1890 als Estats Units.
És un gat de mida mitjana, de cos tipus oriental (elegant, esvelt, estilitzat, flexible i ben musculós), la qual cosa s'ha accentuat en els últims anys. El pes pot variar entre 2,5 i els 3 kg en les femelles i entre els 3,5 i els 5,5 kg en els mascles.

## Descripció de l'estàndard
- Cap: de mida mitjana però mai gran, té forma triangular amb el vèrtex a la punta del nas-mentó, les línies laterals es continuen pels costats laterals de la cara, per les orelles, que són grans i acabades en punta. Aquest triangle pot variar de l'equilàter a l'isòsceles.
- Perfil: llarg i continu que va des de la punta del nas fins a la part superior del cap entre les orelles. Està format per una línia suau sense depressions ni canvis bruscos d'angle, pot ser lleugerament convex. Nas llarg, recte, sense depressió naso-frontal pronunciada. Galtes camuses. Morro fi. Sense pinch. Mentó ferma, formant una línia recta amb la punta del nas.
- Ulls: mitjans, són de forma ametllada i posicionats en forma obliqua, el que s'anomena setembre tipus oriental i separats per la grandària d'un ull per mitjà o més. En tots els casos són de color blau i es valora la major intensitat del color.
- Orelles: de grans a extra grans, ben separades entre si, amples a la base, puntegudes, continuen els costats del triangle veient de front el cap. En alguns casos, la base de l'orella pot estar lleument per sota de la línia imaginària del triangle.
- Coll: prim, llarg, elegant, lleugerament arquejat.
- Cos: és llarg i tubular, delicadament muscular i ferm, sobre potes altes i primes. Espatlles i malucs de la mateixa amplada. L'estructura òssia és fina i delicada.
- Extremitats: d'ossada fina, llargues i primes. Peus ovalats petits.
- Cua: llarga i en forma de fuet. S'afina de la base a la punta.
- Pel: curt, brillant, fi, suau, atapeït i adherit al cos. Té mitjana quantitat de subpèl, pràcticament inexistent, el que fa al pelatge en conjunt relativament dens.
- Color del mantell: el siamès es caracteritza pel seu esquema de color pointer típic, és a dir, per una coloració més fosca en els punts on la temperatura corporal és menor (extremitats, cua, cara i orelles), que constrasta amb la resta del cos.

## Esquema i distribució del color

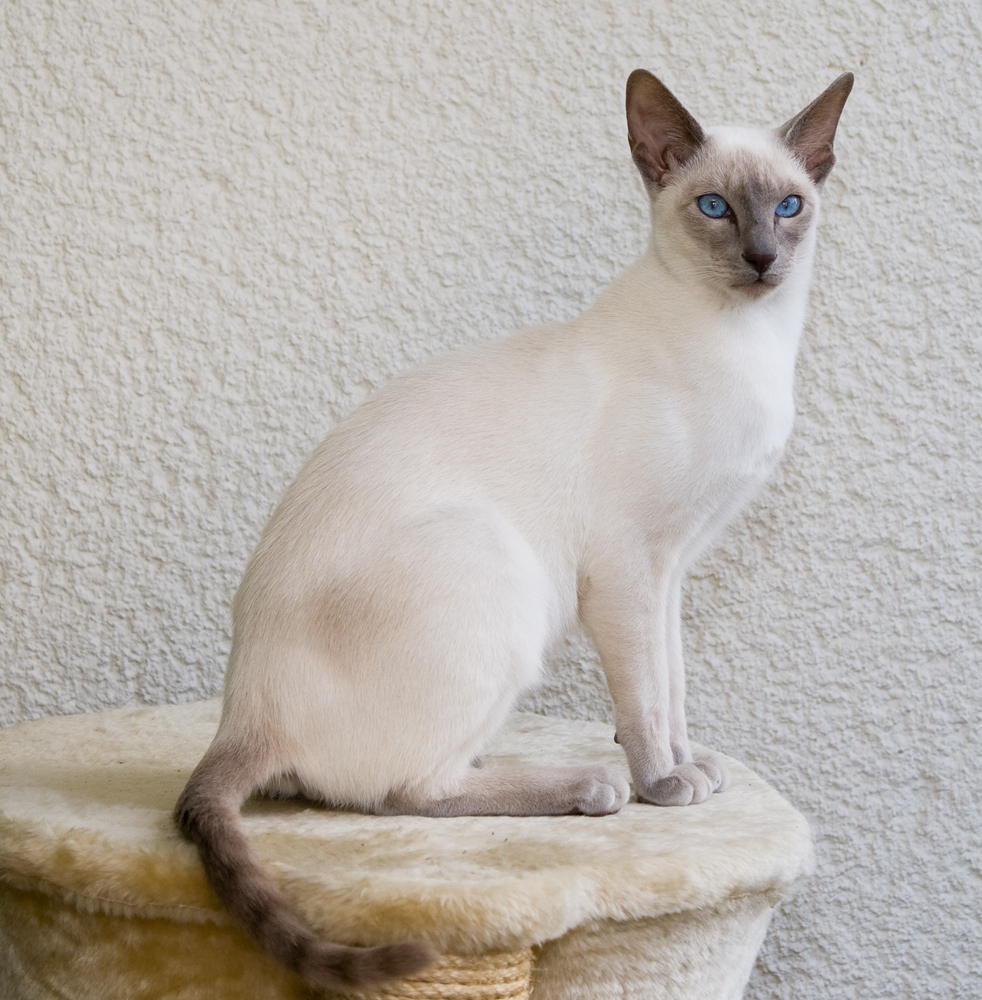
Siamès modern Lilac Point

Aquest esquema de color es denomina puntejat o pointer. Constitueix la típica distribució del color de la raça siamesa, que està donada pel gen "cs", part de la sèrie albina denominat "gen Himàlaia". Aquest gen s'anomena amb una lletra minúscula "cs" per ser recessiu, per tant, per expressar-la ha d'estar en homozigosi en tots dos locus, és autosòmic i se situa en el loci "C".
Els gats semi-albins de la sèrie himalaya (color points, sípies, minks) tenen una tyrosinasa termo sensible. La tyrosinasa normal converteix l'aminoàcid "Tyrosine" en melanina (pigment). En els gats amb gen "cs" l'enzim es desnaturalitza a temperatura corporal i només funciona activant la producció de melanina en les zones més fredes del cos, per la qual cosa el color només es desenvolupa en les zones fredes o extremitats (cua, potes, orelles i nas) augmentant la quantitat de pigmentació. Aquesta és la raó per la qual el siamès neix blanc (temperatura intrauterina alta), és més fosc a l'hivern i més pàl·lid a l'estiu.

## Colors i varietats

Quadre dels gens del gat siamès (ampliar)

Les varietats dels gats siamesos es determinen segons el color de les seves extremitats, donant lloc a les següents classes: 
- Seal point, (marró fosc). Gen B-D-(gen B = black)
- Xocolata point (marró clar). Gen bb dd (gen b = xocolata fosc)
- Blue point (gris fosc). Gen B-dd
- Lilac point (gris clar). Gen bb dd
- Xarxa point (taronja fosc). Bob-D-O-en femelles: - D-OO (gen O-lligat al sexe cromosoma X)
- Cream point (taronja clar o crema). Bob-dd O-en femelles: - dd OO (gen O-lligat al sexe cromosoma X)
- Cinnamon o canyella. Gen blbl D-
- Fawn o Cervatells. Gen blbl dd
- Blanc dominant. Gen W-(anomenada Foreing white per FIFe)

Per com es distribueix el pigment o esquema de color (pattern) es poden classificar com: 
- Sòlids o uniformes. Gen aa
- Tabbies o ratllats. Gen A-dibuix tigrat
- Truita o taques de petxina de tortuga. Gen O-lligat al sexe, tacats amb vermell
- Silver i Smokes o platejats i fumats. Gen maig I-més els poligens wb
- Particolor o amb taques blanques. Gen Pb que és particolor o piebaldisme (el siamès amb blanc és denominat Sychellois segons FIFe)

Hi ha quatre categories de distribució de color, encara que els siamesos són sempre Point: 
- Tradicional (distribució normal del color gen C-)
- Mink (sèries albina gen CBCS)
- Sèpia (sèries albina gen cbcb)
- Pointe (sèries albina gen cscs)

## Diferències entre el siamès modern i elsiamès tradicional

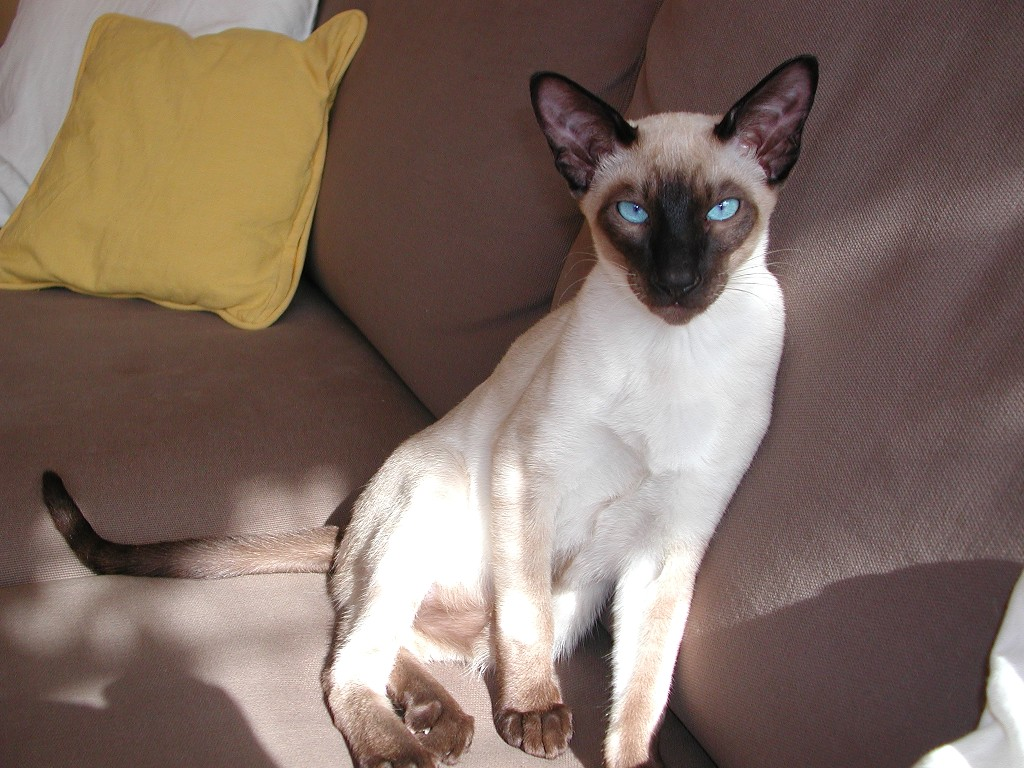
Siamès modern

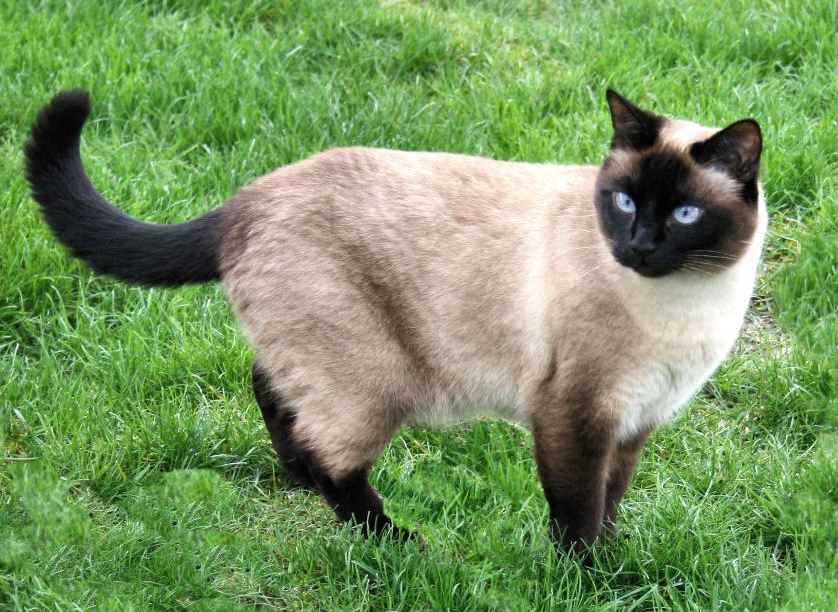
Siamès tradicional o Tai

Són races diferents, encara que semblants i confoses entre si.
L'estàndard del siamès modern indica un cos elegant, esvelt, estilitzat, flexible i ben musculós, entre altres característiques físiques ja esmentades en aquest article.
El siamès tradicional o tai, si bé comparteix algunes característiques amb el siamès modern (per exemple, el patró de coloració) es diferencia d'aquest per les seves formes arrodonides. Així, elTai (que és comunament confós amb el siamès pròpiament dit) presenta un cos més compacte i rodó, cap amb galtes plenes i arrodonides, musell més curt, orelles d'inserció alta però no enormes, ulls allargats (no totalment oblics) celestes o blaus, cua més curta i generalment amb punta més arrodonida i més gruixuda. Els colors acceptats són els mateixos que pel siamès modern.